# .bn
.bn je vrhovna internetska domena (country code top-level domain - ccTLD) za Brunej. Domenom upravlja Telekom Brunei Berhad.

## Vanjske poveznice
- IANA .bn whois informacija  Arhivirana inačica izvorne stranice od 16. svibnja 2008. (Wayback Machine)